# Beurre demi-sel
Cet article court présente un sujet plus développé dans : Beurre.

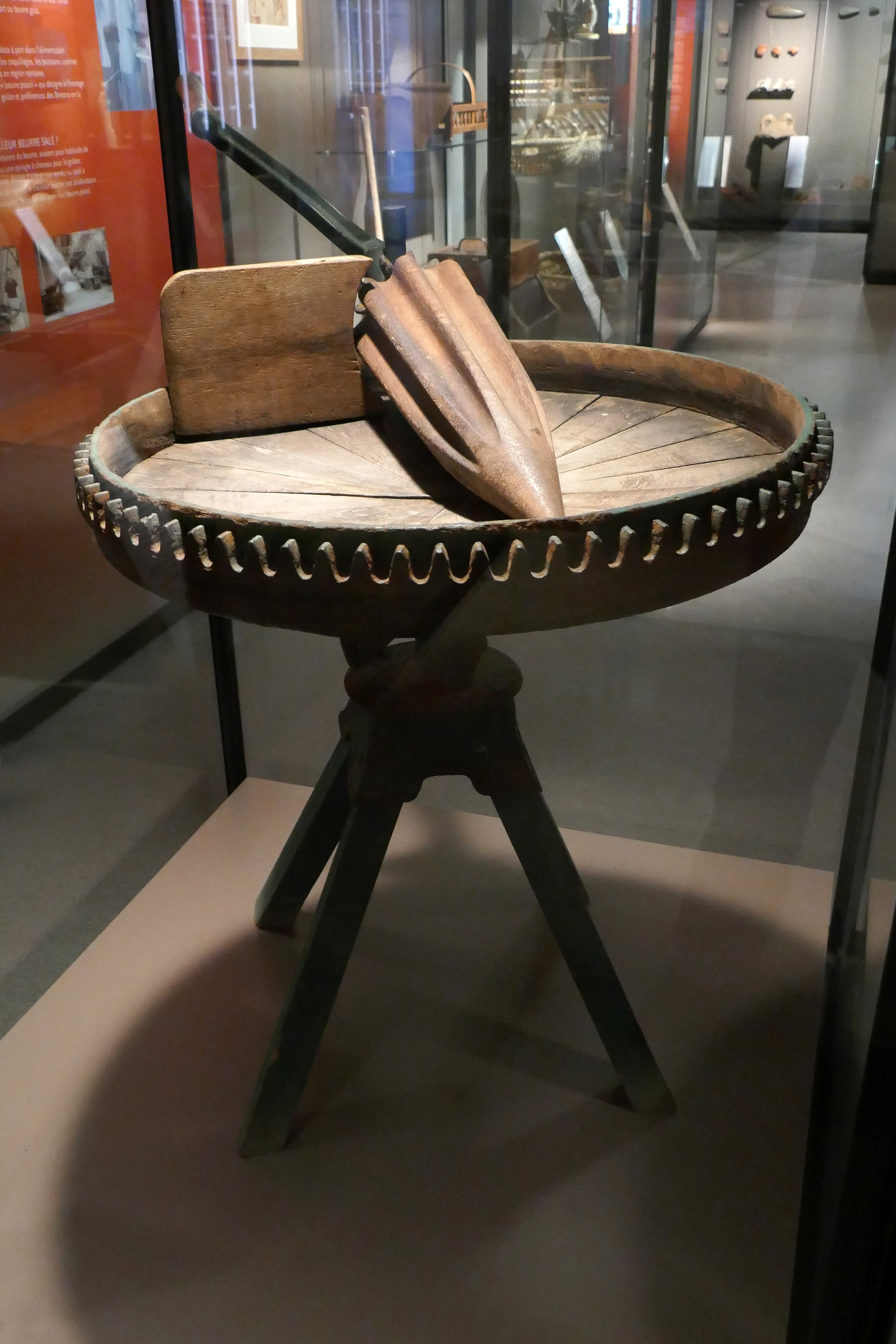
Malaxeur à beurre au Musée des marais salants (Loire-Atlantique), le sel était généralement ajoûté au moment du malaxage.

Le beurre demi-sel est une des trois variétés de beurres les plus consommées en France, avec le beurre doux et le beurre salé. Ayant une salinité moyenne de 0,5 % à 3 %, il est à la fois utilisé en cuisine et consommé en tartine, seul ou accommodé d'autres éléments. Au Québec le beurre demi-sel dose 1 % de sel.
En France, le beurre demi-sel est principalement consommé dans l'Ouest de la France, en particulier en Bretagne, première région productrice de lait, mais aussi en Pays de la Loire  et en Poitou.
Quoique salé, il est souvent appelé simplement « beurre » dans l'Ouest de la France, où on précisera plutôt pour le beurre doux, moins couramment consommé.

## Histoire

Carte approximative des gabelles montrant les régions exemptées. Elles correspondent assez bien avec les régions réputées pour leur beurre : Bretagne, Aunis dont Île de Ré, Bas-Poitou, Flandres

En France, l'histoire du beurre doux est liée à celle de la  gabelle, l'impôt sur le sel. Avant l'instauration définitive de la gabelle (1342, Philippe VI de Valois), idéalement, le beurre était partout salé pour améliorer sa conservation. La gabelle découragea le salage du beurre et limita sa production, le beurre doux rancissant vite. Cependant, les rois eurent du mal à imposer la gabelle dans les régions productrices de sel auparavant attachées à l'exemption de taxation sur le sel (territoires des Plantagenêts, Basse-Navarre et par extension Béarn) et qui entrèrent parfois en rébellion pour ce motif  : ce fut le cas d'une partie de l'Aquitaine (Poitou, Aunis), de l'Ouest de la Normandie et du Béarn. D'autres régions rattachées tardivement à la Couronne ne la connurent pas non plus : Bretagne, Flandres ; la Corse ne la connut que sous le régime gênois. D'autres rattachées plus ou moins tardivement ou possédant des salines furent modérément taxées (Franche-Comté, Bresse, Sud de la Provence).
Les États de Savoie et la Suisse (Monopole du sel en Suisse) furent aussi concernés par une forme de gabelle.
Les régions exemptées ou peu taxées développèrent une cuisine au beurre se différenciant nettement de la cuisine à la crème (majeure partie de la Normandie, la crème était éventuellement conservée aigre), à l'huile d'olive (Sud-Est de la France), aux fromages gras (Savoie, Suisse), à la graisse d'oie (Sud-Ouest). En Béarn la cuisine était faite aussi bien au beurre qu'à la graisse d'oie. Ces types de cuisines ont toutefois coexisté dans le passé avec la cuisine au suif ou au saindoux et avec diverses huiles végétales.
Les conditions actuelles de fabrication et de conservation (hygiène, pasteurisation, chaîne du froid) du beurre ne nécessitant pas un fort salage, le beurre demi-sel est aujourd'hui généralement préféré au beurre salé pour des raisons de santé.

### En Bretagne
Région agricole et maritime, elle fit partie des pays de franc-salé. La Bretagne négocia en 1532 l'exemption de la gabelle lors du traité d'Union de la Bretagne à la France.
Le beurre demi-sel est à la base de la cuisine bretonne, où il est utilisé comme matière grasse quasi-exclusive et souvent préféré au beurre salé, jugé trop salé. Il entre dans la composition du caramel au beurre salé, du kouign-amann, mais aussi de plusieurs biscuits bretons tels les petits beurres et les palets bretons.
Selon les habitudes, le beurre demi-sel est aussi très souvent consommé sur des tartines.
Les crêpes au beurre et beurre-sucre sont généralement réalisées avec du beurre demi-sel, ce qui permet de les caraméliser.

## Production

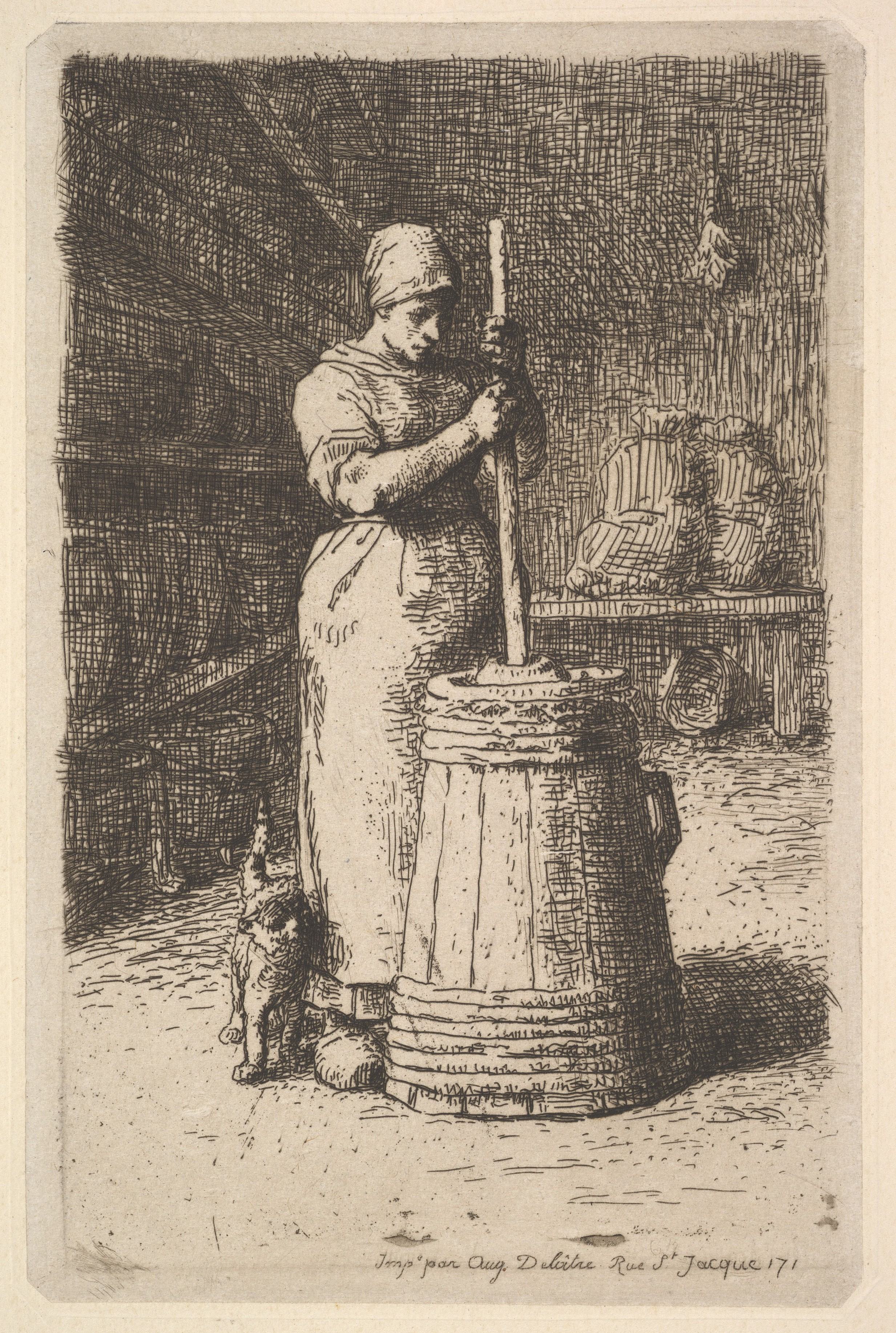
Femme utilisant une baratte à beurre traditionnelle

Obtenu par barattage de la crème de lait, le beurre était autrefois produit directement dans chaque ferme jusqu'à l'entre-deux-guerres, où des coopératives ont commencé à mutualiser la production.
Lorsque les barattes n'étaient pas équipées pour permettre le lavage, l'essorage et le malaxage du beurre, on devait passer le beurre au malaxeur. Il pouvait être lavé puis salé à cette occasion. Les barattes modernes et les butyrateurs peuvent réaliser toutes ces opérations. Toutefois certains artisans privilégient à nouveau la finition au malaxeur.
Aujourd'hui, les principaux producteurs de beurre demi-sel sont la coopérative agricole Laïta (marque Paysan Breton, produite à Landerneau et à Ancenis) et le groupe Lactalis (marques Président et Le Marin).
Le beurre d'Isigny, le beurre Charentes-Poitou, le beurre de Bresse bénéficient aujourd'hui d'une appellation d'origine contrôlée. Ils sont proposés doux ou demi-sel.